# 1999-es Formula–1 francia nagydíj
A francia nagydíj volt az 1999-es Formula–1 világbajnokság hetedik futama, amelyet 1999. június 27-én tartottak Magny-Cours-ban. A 72 körös versenyt a Jordan pilótája, Heinz-Harald Frentzen nyerte, aki az ötödik helyről rajtolt. Mika Häkkinen lett a második a McLarennel, a harnadik helyen pedig Rubens Barrichello ért célba a Stewart csapat autójával. 
A versenyt követően Häkkinen előnye 8 pontra nőtt Schumacherrel szemben, és 14 pontra Eddie Irvine ellenében. A konstruktőrök versenyében a Ferrari vezetett, de már csak 6 pontra a McLaren előtt, a Jordan pedig a harmadik helyen állt.
A futamot élőben közvetítette az MTV, 2020. június 28-án pedig teljes hosszában megismételte az M4 Sport.

## A futam előtt
A szezon hat futama után a címvédő Häkkinen 34 ponttal vezette a bajnokságot, mögötte Michael Schumacher állt 30 ponttal, mögötte pedig Eddie Irvine 25 ponttal. Heinz-Harald Frentzen és Giancarlo Fisichella pontazonossággal, 13 ponttal álltak az ötödik helyen. A konstruktőrök közt a Ferrari 55 ponttal vezetett, a McLaren volt a második 46 ponttal, a Jordan pedig harmadik 16 ponttal.
Az előző, kanadai futamot követően június 16 és 18 között lehetőségük volt Franciaországban tesztelnie a csapatoknak. Itt David Coulthard volt a leggyorsabb az első napon, Eddie Irvine pedig a második és az utolsó napon. A Williams az autóik felfüggesztéseinek beállításával kísérletezett, amely néhány megpördülést okozott. Néhány csapat másfajta teszteket végzett máshol, így a Minardi csapat az Automotive Safety Centerben végzett aerodinamikai teszteket Gaston Mazzacane vezetésével, az Arrows pedig az angliai Santa Pod Racewayen végzett teszteket.
Június 16-án a Jordan pilótája, az 1996-os világbajnok Damon Hill bejelentette, hogy a szezon végén visszavonul. Később azt mondta, hogy ebben a döntésében a csapatok által végezhető tesztek valamint az idényben nyújtott teljesítménye segítette, ugyanis megfontolta azt is, hogy azonnali hatállyal vonul vissza.

## Szabadedzések és időmérő edzés
Péntek délután egy, szombat délelőtt pedig még egy szabadedzést tartottak. Az első alatt kellemes, 24 fokos időjárás volt. A második már felhős, hűvösebb időben és enyhén vizes aszfalton zajlott.
A délutáni időmérő edzés az akkori szabályok szerint úgy zajlott, hogy minden pilóta 12 kört tehetett meg, és a 107 százalékos szabály miatt az ennél gyengébb időt futó versenyzők nem indulhattak vasárnap. Az esős körülmények között rendezett időmérőt kisebb meglepetésre Rubens Barrichello nyerte, mellőle pedig szintén meglepetésre Jean Alesi indulhatott a Sauberrel. Olivier Panis, a Prost pilótája harmadik lett, David Coulthard pedig egy kicsúszása ellenére is negyedik. Heinz-Harald Frentzen ötödik, Michael Schumacher pedig hatodik.
A vizes időmérő sajátosságai miatt rekordszámú, öt versenyző nem futotta meg a 107 százalékot – Damon Hill, Marc Gené, Luca Badoer, Pedro De La Rosa, és Takagi Toranoszuke . Hill mindössze három ezredmásodperccel maradt le a 107 százalékos időről. A versenybírák mindazonáltal a rendkívüli körülményekre hivatkozással mindegyik versenyzőnek engedélyezték, hogy elindulhasson.

## Futam
A vasárnapi verseny előtt délelőtt fél 10-kor egy 30 perces bemelegítést tartottak. A pálya vizes volt, David Coulthard futotta meg a leggyorsabb időt, mögötte Irvine és Schumacher végeztek.
Délután 2 órakor hűvösben, de száraz pályán indult a futam. Barrichello gyorsan elszakadt az élen és megtartotta vezető helyét. Alesi is tartotta a második helyet, de lassabb tempója miatt feltartotta a mögötte haladókat. Coulthard meg is előzte őt a második körben, miközben a 14. helyről rajtoló Häkkinen már a 9. helyen volt eddigre. Az ötödik körben már Schumachert kezdte el szorongatni. Az első kieső Johnny Herbert volt, méghozzá váltóprobléma miatt. A 6. körben Coulthard megelőzte Barrichellót az Adelaide hajtűkanyarban, egy merész manőverrel, és átvette a vezetést. A következő kieső Pedro Diniz volt az erőátviteli rendszer hibája miatt. A 9. körben Häkkinen az Adelaide hajtűkanyar előtti egyenesben próbálta megelőzni Schumachert, ami akkor nem sikerült, mert a külső íven próbálkozott – a következő körben sikerült neki ugyanott. Schumacher ekkor már komolyan szenvedett az esős beállításokkal Ferrarijával.
A 10. körben Coulthard az elektronika hibája miatt kiesett, így Barrichello visszavette a vezetést, mögöttük a rendkívül rossz helyről rajtoló Irvine megelőzte Villeneuve-öt. Häkkinen a 12 körben megérkezett Frentzen mögé és három körön keresztül próbálkozott megelőzni, mire végül sikerült. Frentzen nem adta könnyen magát és igyekezett visszatámadni, de Häkkinen megvédte a pozícióját. A 16. körben Häkkinen már Alesi mögött haladt, de ő keményebb diónak bizonyult, nem is sikerült könnyedén megelőznie  Erre nagyon kemény csatában, ugyancsak az Adelaide hajtűkanyarban sikerült sort kerítenie. Most már csak Barrichello volt előtte, 4 és fél másodperccl az élen.
A 21. körben elkezdett esni az eső. Irvine azonnal kiállt esőgumikért, de a csapat egyáltalán nem volt erre felkészülve, így a boxkiállása 43 másodperces lett, mivel először slick gumikat raktak fel. Nem sokkal ezután Fisichella megpördült a pályán, de nem esett ki. Ezután megindult a kerékcserék sora, az élen állók megtartották pozícióikat. Egy körrel kerékcseréje után Damon Hill defektet kapott, amikor nekikoccant a falnak. A 25. körben Alesi kipördült, autója a kavicságyban ragadt, így fel kellett adnia a futamot. Ekkorra annyi víz került a pályára, hogy kiküldték a biztonsági autót. Villeneuve, Gené, Alexander Wurz és Alex Zanardi is kipördültek a safety car mögött. A 29. körben Takagi autóján orrkúpot cseréltek, Hill viszont elektronikai hiba miatt kiesett. A 35. körben indult el újra a verseny.
A 38. körben Häkkinen eltökélte, hogy megelőzi az Adelaide-ben Barrichellót, de nem járt sikerrel, sőt az elhibázott manőver miatt egy 360 fokos megpördülést mutatott be, és visszaesett a 7. helyre. Schumacher viszont ugyanebben a kanyarban megelőzte Frentzent. A 42. körben ő is megpróbálta megelőzni Barrichellót, sikertelenül, két körrel később viszont eredményes volt. A 47. körben a negyedik helyen haladó Panis már érezhetően feltartotta a mögötte haladókat, akit három körrel később előzött meg Ralf Schumacher. Az 51. körben Häkkinen is megelőzte Panist, ugyanebben a körben Schumachernél váratlanul elektronikai probléma merült fel, és így elvesztette 8 másodperces előnyét az élen. Három körrel később kiállt kerékcserére és ekkor a kormányát is kicserélték. Az 57. körben Häkkinen megelőzte Frentzent, majd a 60. körben Barrichellót, így átvette a vezetést.
A 66. körben Häkkinen és Barrichello is kiálltak tankolni, így Frentzen került az élre. Frentzen szerencséje az volt, hogy csapata az egyetlen kerékcseréje alkalmával éppen megfelelő mennyiséget tankolt az autójába, így végül megnyerte a futamot, mögötte Häkkinen és Barrichello értek célba. Michael Schumacher elektronikai problémái nem szűntek meg, így öccse, Ralf Schumacher is megelőzte.
A futam végén adott interjújában Damon Hill megszellőztette, hogy lehet, hogy többé már nem áll rajthoz a Formula–1-ben. Takagit utóbb diszkvalifikálták, ugyanis csapattársa, Pedro de la Rosa gumijait használta, amely szabálytalan volt.
|         | Rsz. | Versenyző             | Csapat             | Körök | Idő/Kiesések | Rajthely | Pontok |
| ------- | ---- | --------------------- | ------------------ | ----- | ------------ | -------- | ------ |
| 1       | 8    | Heinz-Harald Frentzen | Jordan-Mugen-Honda | 72    | 1:58:24,343  | 5        | 10     |
| 2       | 1    | Mika Häkkinen         | McLaren-Mercedes   | 72    | +11,092      | 14       | 6      |
| 3       | 16   | Rubens Barrichello    | Stewart-Ford       | 72    | +43,432      | 1        | 4      |
| 4       | 6    | Ralf Schumacher       | Williams-Supertec  | 72    | +45,475      | 16       | 3      |
| 5       | 3    | Michael Schumacher    | Ferrari            | 72    | +47,881      | 6        | 2      |
| 6       | 4    | Eddie Irvine          | Ferrari            | 72    | +48,901      | 17       | 1      |
| 7       | 19   | Jarno Trulli          | Prost-Peugeot      | 72    | +57,771      | 8        |        |
| 8       | 18   | Olivier Panis         | Prost-Peugeot      | 72    | +58,531      | 3        |        |
| 9       | 23   | Ricardo Zonta         | BAR-Supertec       | 72    | +1:28,764    | 10       |        |
| 10      | 20   | Luca Badoer           | Minardi-Ford       | 71    | +1 kör       | 20       |        |
| 11      | 14   | Pedro de la Rosa      | Arrows             | 71    | +1 kör       | 21       |        |
| Kiesett | 9    | Giancarlo Fisichella  | Benetton-Playlife  | 42    | Kicsúszás    | 7        |        |
| Kiesett | 7    | Damon Hill            | Jordan-Mugen-Honda | 31    | Elektronika  | 18       |        |
| Kiesett | 5    | Alessandro Zanardi    | Williams-Supertec  | 26    | Motor        | 15       |        |
| Kiesett | 22   | Jacques Villeneuve    | BAR-Supertec       | 25    | Kicsúszás    | 12       |        |
| Kiesett | 10   | Alexander Wurz        | Benetton-Playlife  | 25    | Kicsúszás    | 13       |        |
| Kiesett | 21   | Marc Gené             | Minardi-Ford       | 25    | Kicsúszás    | 19       |        |
| Kiesett | 11   | Jean Alesi            | Sauber-Petronas    | 24    | Kicsúszás    | 2        |        |
| Kiesett | 2    | David Coulthard       | McLaren-Mercedes   | 9     | Elektronika  | 4        |        |
| Kiesett | 12   | Pedro Diniz           | Sauber-Petronas    | 6     | Erőátvitel   | 11       |        |
| Kiesett | 17   | Johnny Herbert        | Stewart-Ford       | 4     | Váltó        | 9        |        |
| Kizárva | 15   | Takagi Toranoszuke    | Arrows             | 71    | Kizárva      | 22       |        |

## A világbajnokság élmezőnyének állása a verseny után
| H  | Versenyzők            | Pont | H  | Konstruktőrök      | Pont |
| -- | --------------------- | ---- | -- | ------------------ | ---- |
| 1. | Mika Häkkinen         | 40   | 1. | Ferrari            | 58   |
| 2. | Michael Schumacher    | 32   | 2. | McLaren-Mercedes   | 52   |
| 3. | Eddie Irvine          | 26   | 3. | Jordan-Mugen-Honda | 26   |
| 4. | Heinz-Harald Frentzen | 23   | 4. | Williams-Supertec  | 15   |
| 5. | Ralf Schumacher       | 15   | 5. | Benetton-Playlife  | 14   |

## Statisztikák
Vezető helyen:
- Rubens Barrichello: 44 (1-5 / 10-43 / 55-59)
- David Coulthard: 4 (6-9)
- Michael Schumacher: 11 (44-54)
- Mika Häkkinen: 6 (60-65)
- Heinz-Harald Frentzen: 7 (66-72)

Heinz-Harald Frentzen 2. győzelme, Rubens Barrichello 2. pole-pozíciója, David Coulthard 9. leggyorsabb köre.
- Jordan 2. győzelme.

## Fordítás
- Ez a szócikk részben vagy egészben  a(z)   1999 French Grand Prix című angol Wikipédia-szócikk ezen változatának fordításán alapul.  Az eredeti cikk szerkesztőit annak laptörténete sorolja fel. Ez a jelzés csupán a megfogalmazás eredetét és a szerzői jogokat jelzi, nem szolgál a cikkben szereplő információk forrásmegjelöléseként.